# Walter Gabriel Pérez
Walter Gabriel Pérez (23 ottobre 1998) è un ex calciatore argentino, di ruolo difensore.

## Caratteristiche tecniche
È un terzino sinistro.

## Carriera

### Club
Cresciuto nelle giovanili dell'Huracán, ha esordito il 13 agosto 2018 in occasione del match di campionato pareggiato 0-0 contro il River Plate.

## Statistiche

### Presenze e reti nei club
Statistiche aggiornate al 18 settembre 2018.
| Stagione        | Squadra         | Campionato      | Campionato | Campionato | Coppe nazionali | Coppe nazionali | Coppe nazionali | Coppe continentali | Coppe continentali | Coppe continentali | Altre coppe | Altre coppe | Altre coppe | Totale | Totale | Totale |
| Stagione        | Squadra         | Comp            | Pres       | Reti       | Comp            | Pres            | Reti            | Comp               | Pres               | Reti               | Comp        | Pres        | Reti        | Pres   | Reti   |        |
| --------------- | --------------- | --------------- | ---------- | ---------- | --------------- | --------------- | --------------- | ------------------ | ------------------ | ------------------ | ----------- | ----------- | ----------- | ------ | ------ | ------ |
| 2018-2019       | Huracán         | PD              | 4          | 0          | CA              | 0               | 0               |                    | -                  | -                  |             | -           | -           | 4      | 0      |        |
| Totale carriera | Totale carriera | Totale carriera | 4          | 0          |                 | 0               | 0               |                    | -                  | -                  |             | -           | -           | 4      | 0      |        |